# Бакша (Сумський район)
Бакша́ — село в Україні, у Миколаївській селищній громаді Сумського району Сумської області. Населення становить 118 осіб. До 2020 орган місцевого самоврядування - Улянівська селищна рада.

## Географія
Село Бакша розташоване на відстані 3.5 км від річки Вир. На відстані 2 км розташоване село Веселе, за 3 км — селище Улянівка.
По селу тече струмок, що пересихає із загатами.
Поруч пролягає автомобільний шлях Т 2504.

## Історія
- Село постраждало внаслідок геноциду українського народу, проведеного урядом СССР 1923–1933 та 1946–1947 роках[джерело?].
  - 12 червня 2020 року, відповідно до розпорядження Кабінету Міністрів України № 723-р «Про визначення адміністративних центрів та затвердження територій територіальних громад Сумської області», село увійшло до складу Миколаївської селищної громади[1].
  - 19 липня 2020 року, в результаті адміністративно-територіальної реформи та ліквідації Білопільського району, село увійшло до складу новоутвореного Сумського району[2].

## Населення

### Мова
Розподіл населення за рідною мовою за даними :
| Мова       | Кількість | Відсоток |
| ---------- | --------- | -------- |
| українська | 116       | 98.31%   |
| російська  | 2         | 1.69%    |
| Усього     | 118       | 100%     |

## Назва
- Назва походить від тюркського (половецького) апелятива *bachca «сад». З сучасних тюркських мов даний апелятив зустрічається тільки в каракалпацькій мові у значенні «горо́д»[4].